# Ramal al Monte Susana
El ramal al Monte Susana fue una derivación vial, en desuso y parcialmente conservada, del Ferrocarril Austral Fueguino que unía la estación del Presidio con la zona boscosa andina. Aunque el ferrocarril fueguino tuvo otros ramales accesorios, este fue el más desarrollado en extensión y explotación.
El ramal fue vital porque aseguraba la provisión de piedra y madera para la creciente población ushuaiense. El mismo surgió como respuesta a la intensa demanda de recursos forestales que diezmó los árboles que bordeaban al río Pipo. Actualmente, sus vestigios se emplazan a lo largo del parque nacional Tierra del Fuego que con su bosque magallánico sepultó mucha de las huellas de este ramal.

## Toponimia
Su nombre deriva del destino exclusivo que tuvo este ramal hacia el Monte Susana, ubicado en los alrededores de la ciudad de Ushuaia.

## Historia
En 1909, el alcalde informó de la necesidad de mejorar el servicio hacia la tracción Decauville de 600 mm de trocha. De este modo, se consiguió hacia fin de año el objetivo. En 1910 el xylocarril fue sustituido definitivamente por el Decauville, un ferrocarril de vías estrechas de metal. El nuevo medio de transporte se convirtió desde ese momento en el medio de transporte más importante de la ciudad de Ushuaia. En este período, se contó con 2 locomotoras para transportar a los presos diariamente, mientras recogen el material recolectado durante su jornada laboral. En su recorrido conectaba la prisión con el bosque y pasaba a lo largo de la costa en frente al creciente pueblo de Ushuaia. Fue conocido como Tren de Los Presos, llevaba tanto madera para calefacción y cocina como para la construcción.
La vía férrea fue paulatinamente extendiéndose más dentro del bosque, en áreas remotas a medida que la madera se agotaba. Llegó hasta el valle del río Pipo en terrenos más altos. Por consiguiente, la constante edificación llevó a las autoridades del Presidio de Ushuaia a poner a los prisioneros en muchos servicios. En 1913 el ferrocarril ya con los rieles tipo Decauville, se desarrolló rápidamente: la red se extendió desde el penal unos 25 kilómetros y se ramificó sobre dos ramales notorios: uno sobre las cuestas del Monte Susana, mientras que la vía principal se adentro del valle del Río Pipo y llegó hasta el Cañadón del Toro (hoy Parque Nacional). Esto se logró con el aumento en número de máquinas y vagones. El pequeño ferrocarril tuvo como propietario al Ministerio de Justicia, Servicio Penitenciario. De este modo, en su máxima extensión llegó a dividirse en dos ramales hacia lo que hoy es el Parque Nacional. La cárcel contó también con varias en embarcaciones siendo la más conocida " La Godoy ".
El Tren del Fin del Mundo en sus últimos años se vio obligado a recurrir más a este ramal tras el agotamiento de los recursos en la vía principal. De este modo, la formación partía por la mañana desde el presidio con destino al Monte Susana. Mientras que al final del día regresaba, en algunos casos con los presos sobre la carga que transportaban o en otros casos, con los presos empujándolo. El ramal aparece descripto concentrando la extracción de recursos en el bosque. No obstante, operarlo en invierno era un trabajo tedioso ya que las formaciones debían partir a 7 de la mañana con un grupo de penados caminando adelante de los trenes con palas. Para la tarea se recurría a 50 o 60 reos limpiando y atrás el tren a un ritmo lento. De este modo, se hacían 10 kilómetros sacando con palas la nieve hasta llegar al Monte Susana. Cuando se arribaba al kilómetro 5 u 8 en unos barrancones se efectuaban unos túneles en la nieve. El programa de extracción obligaba a los presos a preparar la leña en invierno y en verano. El punto terminal del ferrocarril y de ramal carecían de mecanismos de giro para las locomotoras. En cambio, imágenes históricas muestran máquinas en orden inverso tirando de los vagones para volver al presidio. Además, se carecía de infraestructura ferroviaria como estaciones edificadas y otros elementos. Por último, este ramal adolecía de una terminal única; en su lugar contaba con ramificaciones sobre las cimas del Monte Susana como se describió en su reseña histórica.

### Final
En 1947, el gobierno de Juan Perón y su Director del Servicio Penitenciario Federal Roberto Pettinato clausuraron el presidio por razones humanitarias y lo reemplazaron por una base naval. Las instalaciones fueron transferidas al Ministerio de Marina y en ellas se instaló la Base Naval en 1950. El edificio del presidio fue usado con distintos fines hasta 1978 donde el Hall Central era el Polvorín de la Base. Fue alojamiento de conscriptos, personal de las lanchas rápidas, depósito de víveres, armeros, etc. Luego todo el ferrocarril quedó en desuso.
Sin embargo, el ferrocarril continuó operando un tiempo más para los aserraderos locales; aunque ya estaba muy deteriorado y solo una máquina sobrevivía en sus últimos años. Dos años más tarde el Terremoto de Tierra del Fuego de 1949 bloqueó y destruyó mucho de la línea, especialmente en el área del cañadón al causar derrumbes sobre la vía en las zonas montañosas. No hubo ninguna preocupación del gobierno por despejarla y reconstruirla. El servicio se hizo inviable y se cerró en 1952.

### Reapertura como ferrocarril turístico
El 15 de mayo de 1992 se conforma Tranex Turismo S.A. por Antonio Enrique Díaz como presidente. La empresa privada planeo desde entonces la reapertura del ferrocarril. En 1994 se reconstruyó nuevamente la línea férrea comenzando otra vez a prestar servicios en 11 de octubre de ese año. La inversión que se requirió fue en torno a los cuatro millones de dólares. Sin embargo, el ramal al Monte Susana fue dejado de lado y se enfocó todo en el esfuerzo en la vía principal en dirección al cañadón del Toro y el parque nacional.

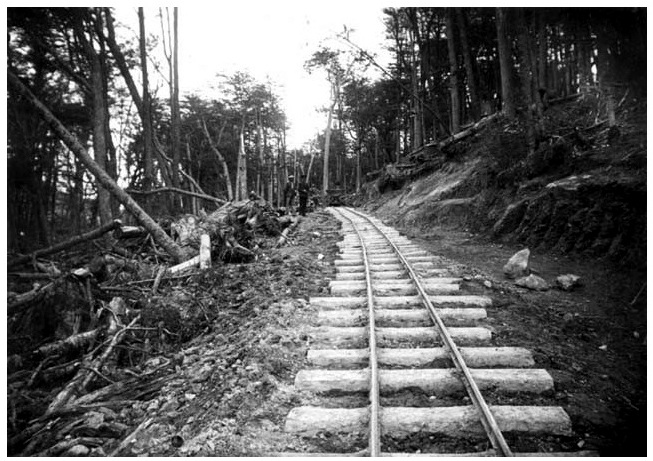
El ferrocarril adentrándose hacia el bosque. Probablemente, se trate del ramal por su perfil montañoso.